# ARA Santa Fe (S-21)
ARA Santa Fe (S-21) var en argentinsk ubåt av Balao-klass. Hon byggdes i Groton, Connecticut under andra världskriget och tjänstgjorde i USA:s flotta som USS Catfish fram till 1971 då hon såldes till Argentina och döptes om till Santa Fe. Under Falklandskriget skadades hon svårt av brittiska helikoptrar och övergavs vid King Edward Point, Sydgeorgien.

## Historia

### I amerikansk tjänst
Ubåten byggdes som USS Catfish och togs i tjänst i mars 1945. I augusti samma år påbörjade hon sin första patrull utanför Kyushu. När kriget tog slut 15 augusti fortsatte hon att patrullera Gula havet i ytläge fram till september. Under 1948–1949 genomgick hon moderniseringsprogrammet GUPPY och fick därmed högre fart och avsevärt bättre uthållighet i undervattensläge. När Koreakriget bröt ut i juni 1950 genomförde hon en patrull i krigszonen till oktober. Hon användes för utbildning och ubåtsjaktövningar fram till 1 juli 1971 då hon utrangerades och såldes till Argentina.

### Falklandskriget

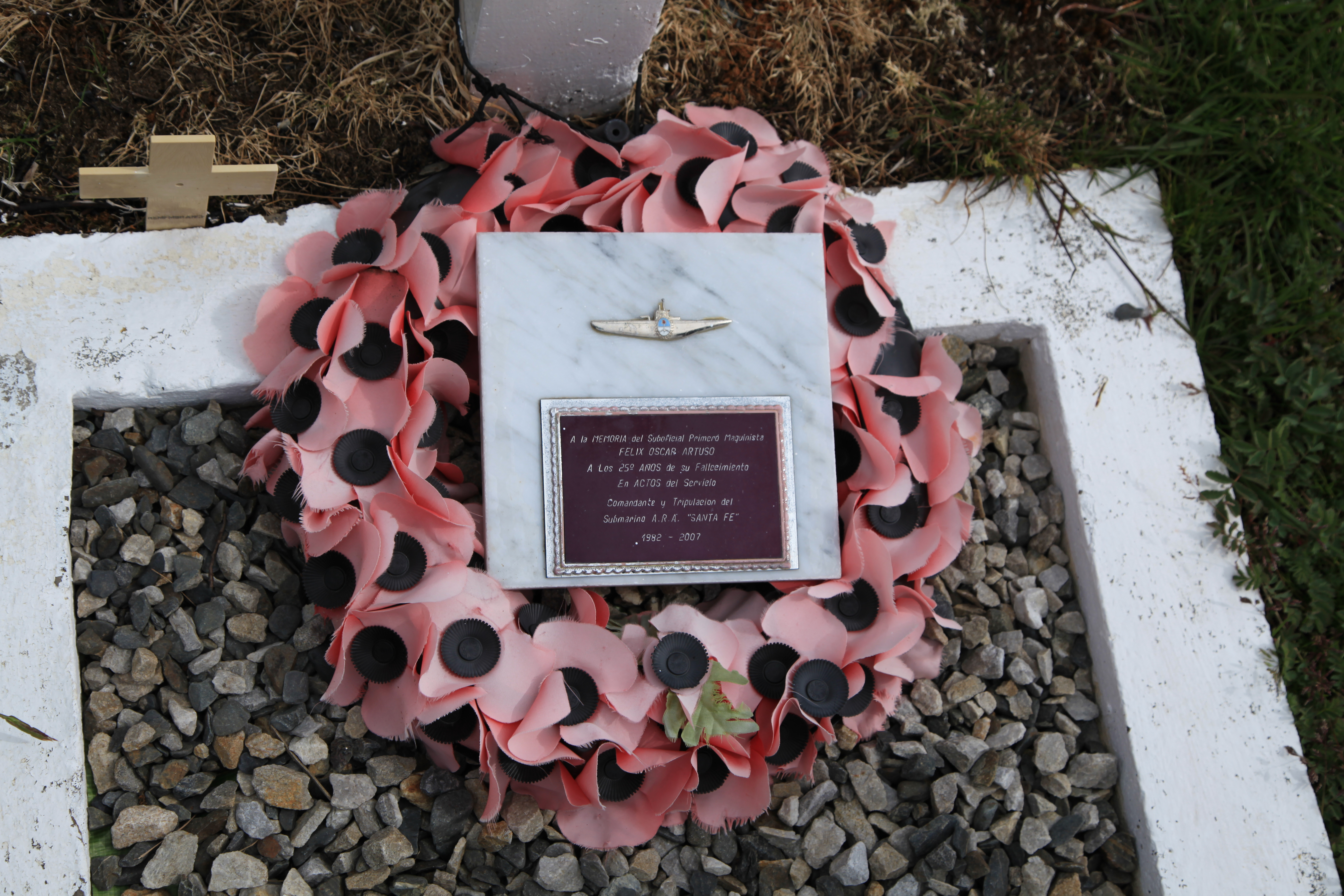
Förstemaskinisten Felix Artuso dödades vid anfallet mot ubåten och vilar på krigskyrkogården i Grytviken.

Under invasionen av Falklandsöarna spelade hon en viktig roll genom att landsätta attackdykare vid Yorke Bay i direkt anslutning till Port Stanley Airport. Den 17 april avseglade hon från Mar del Plata med marinsoldater och förnödenheter till garnisonen på Sydgeorgien. Hon nådde Grytviken den 25 april samtidigt som en brittisk flottstyrka närmade sig ön för att återta den. Strax efter att hon lossat sin last upptäcktes Santa Fe av en Wessex-helikopter från HMS Antrim som anföll henne med sjunkbomber. Sjunkbomberna sänkte inte ubåten, men hon skadades och återvände till Grytviken i ytläge. I Grytviken anfölls hon på nytt av en Lynx och tre Wasp-helikoptrar. Lynx-helikoptern fällde en målsökande torped som missade och besköt ubåten med kulspruta. Wasp-helikoptrarna avfyrade AS.12-robotar varav två träffade. Santa Fe var nu så skadad att hon övergavs av sin besättning och sjönk på grunt vatten invid kajen vid King Edward Point. När brittiska styrkor återtog ön bedömdes Santa Fe vara så skadad och omodern att hon var värdelös som krigsbyte. I februari 1985 bärgades hon och bogserades ut på djupt vatten där hon ånyo sänktes.